# Julius Richard Petri
Julius Richard Petri (31 tháng 5 năm 1852 - 20 tháng 12 năm 1921) là một nhà vi khuẩn học người Đức, thường được coi là người phát minh ra đĩa Petri trong khi làm việc với tư cách trợ lý cho bác sĩ người Đức Robert Koch.
Petri đầu tiên nghiên cứu y khoa tại Học viện y khoa quân sự Kaiser-Wilhelm (1871-1875) và nhận bằng y khoa vào năm 1876. Ông tiếp tục nghiên cứu tại Bệnh viện Charité ở Berlin và đảm nhận vai trò là một bác sĩ quân y cho đến năm 1882. Ông là người đã phát kiến ra đĩa Petri, dụng cụ để nghiên cứu vi sinh vật mà ngày nay tên của ông được dùng để đặt cho dụng cụ này.

## Cuộc đời và sự nghiệp
Đầu tiên, Petri học và nghiên cứu y khoa tại Kaiser – Wilhelm – Học viện Quân y (Academy for Military Physicians) (1871–1875), và tại đây ông tốt nghiệp và nhận được bằng y khoa vào năm 1876. Ông tiếp tục việc nghiên cứu của mình tại Charité Hospital ở Berlin và tiếp tục công việc của mình như là một Dược sĩ quân y tới năm 1882.
Từ năm 1877 tới năm 1879, ông được bổ nhiệm về Phòng sức khỏe Hoàng gia (Imperial Health Office) (tiếng Đức: Kaiserliches Gesundheitsamt) ở Berlin, tại đây ông trở thành trợ lý cho Robert Koch. Từ lời đề nghị của Angelina Hesse và Walther Hesse, phòng thí nghiệm của Koch bắt đầu nuôi cấy vi khuẩn trên đĩa thạch. Petri từ đó phát minh ra phương pháp nuôi cấy trên đĩa tiêu chuẩn hay còn gọi là đĩa Petri, và ông đã nghiên cứu sâu hơn và phát triển các kỹ thuật nuôi cấy trên thạch với mục đích phân lập hay dòng hóa các khuẩn lạc vi khuẩn từ một tế bào ban đầu. Bước tiến mới này đã làm cho việc phân lập và định danh chính xác các chủng vi sinh vật gây bệnh cho người trở nên khả thi.

## Thông tin khác
Vào ngày 31 tháng 5 năm 2013, Google đã tạo ra một logo phim hoạt hình để kỷ niệm sinh nhật lần thứ 161 của Petri. Doodle này bao gồm hình vẽ sáu đĩa Petri. Sự liên hệ giữa Google và hình trong đĩa Petri chưa rõ ràng dẫn đến nhiều sự giải thích khác nhau trên các trang web - một số cho rằng đó là các chữ cái của từ "Google", những người khác thì lại thấy nó đã mô tả những nơi chứa nhiều vi khuẩn nhất mà ta thường chạm vào.
Khi đưa con trỏ vào các đĩa Petri, nó sẽ xuất hình các hình ảnh một chiếc tất bốc mùi, một nắm vặn khóa cửa, bàn phím máy tính, một con chó đang chảy nước dãi, một cái cây dưới mưa, và một cái đĩa đang được chùi rửa.